# Monnickendam

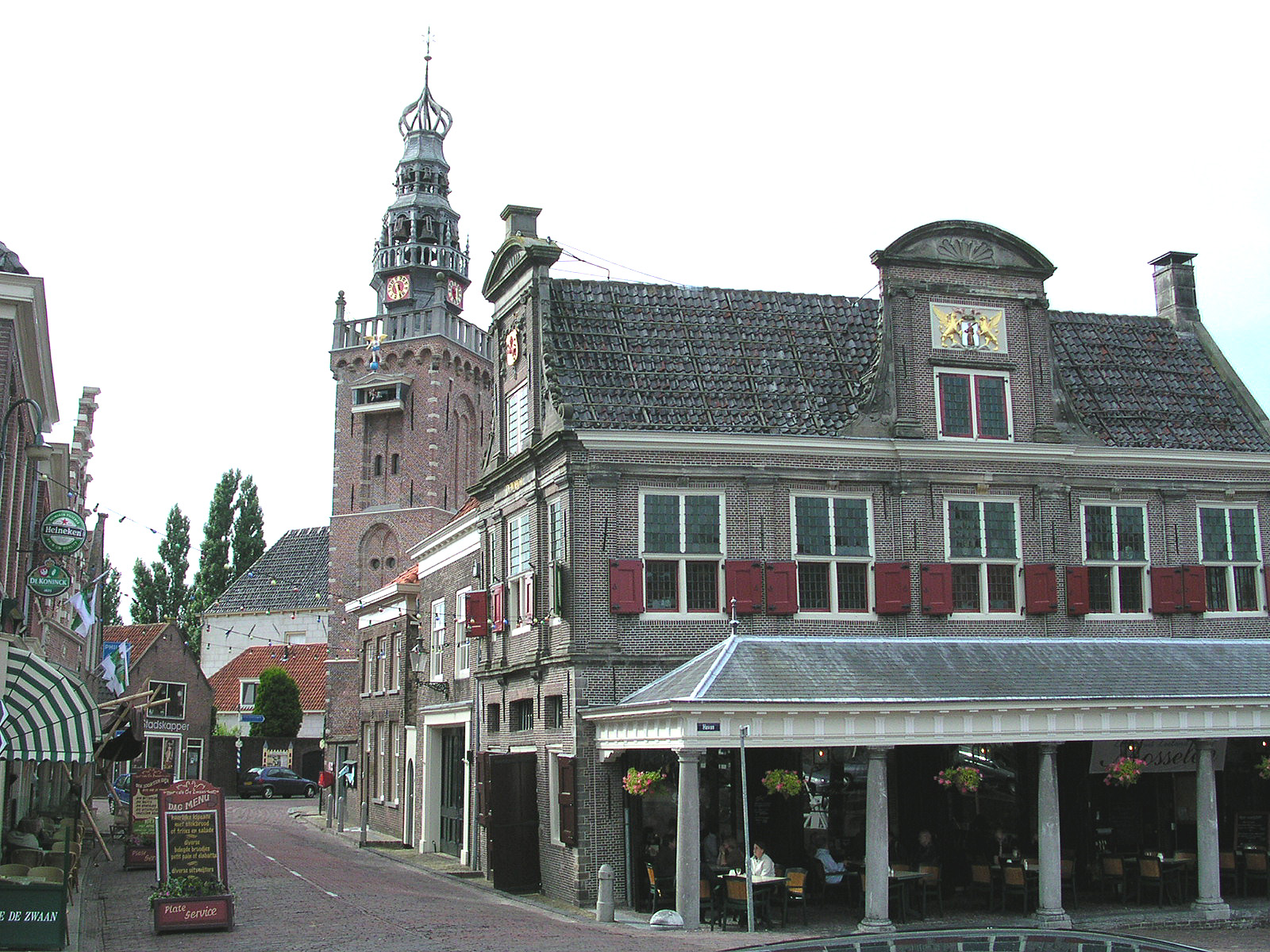
Monnickendam

Monnickendam (52°28′N 5°2′E / 52.467, 5.033) es una ciudad en la provincia neerlandesa de Holanda Septentrional. Es una parte del municipio de Waterland, y se encuentra en la costa del Ĳsselmeer, cerca de 8 km al sureste de Purmerend. Recibió los derechos de ciudad en 1355 y sufrió mucho daño durante los incendios de 1500 y 1513.
Monnickendam fue un municipio independiente hasta 1991, cuando se fusionó con Waterland. A pesar de que actualmente es un pequeño pueblo de pescadores, fue un importante puerto en siglos anteriores. Posee una Casa de Moneda del siglo XVII d. C. utilizada alguna vez por los comerciantes y funcionarios del puerto, y un campanario que data de 1591. La iglesia del siglo XIV d. C. de San Nicolás, renovado en 1602, es particularmente notable. La sinagoga fue construida en 1894. Las familias judías nombradas Monnikendam tienen sus raíces en esta ciudad.
La ciudad fue el sitio de una colonia de artistas en el siglo XX.
En 2001, la ciudad de Monnickendam tenía 9.546 habitantes. El área urbanizada de la ciudad fue de 1,34 km ², y contenía 3.766 residencias. El Área estadística más amplia de Monnickendam tiene una población de alrededor de 9680. 

## Personas notables asociadas con Monnickendam
- Cornelis Dirkszoon, alcalde durante la guerra de 80 años.
- Hermann Jung (aprox. 1608–1678) famoso teólogo luterano y predicador en Monnickendam. Nacido probablemente en Brokreihe (-Nord), cerca de Hodorf (Holstein) en torno a 1608. Amigo de Jan Amos Comenius y un corresponsal de la Philipp Jakob Spener, Hermann Jung se desarrolló a partir de un predicador de la pequeña comunidad Luterana en Monnickendam a un representante importante de la temprana Luterana pietismo en los Países Bajos.
- Wendelmoet Claesdochter, el primer mártir de las mujeres durante la reforma. Condenado a muerte por el fuego en 1527 en La Haya.
- Simón Lambrechtszoon Mau, capitán de los "Duyfken", que se unió a la primera expedición a las Indias Holandesas, utilizando la ruta "Om de Zuid", alrededor de África.